# Orde de la Revolució de Saur
L'Ordre de la Revolució de Saur fou una condecoració del Partit Democràtic Popular de l'Afganistan i la més alta de les possibles de la República Democràtica de l'Afganistan (també fou l'honor més alt, quedant segon després de la creació del títol d'Heroi de la República Democràtica). El seu nom commemora la Revolució de Saur (abril de 1978).

## Reglamentació
L'Ordre de la Revolució de Saur fou establerta per un decret del Presidium del Consell Revolucionari com a recompensa a un ciutadà afganès o estranger pels seus destacats èxits en la Revolució, per protegir el territori nacional, l'enfortiment del nou sistema polític i socioeconòmic, el desenvolupament de l'amistat fraternal entre totes les nacionalitats, ètnies i tribus de l'Estat, la cooperació internacional i la consolidació de la pau. Aquesta ordre també fou lliurada automàticament als que rebien el títol d'Heroi de la República Democràtica (encara que al temps va ser reemplaçada en aquesta funció per l'Ordre del Sol de la Llibertat).
Aquest premi no s'esmenà a la Llei de Premis del 24 de desembre de 1980. Així doncs, l'orde no esdevingué un honor estatal, sinó de partit.

## Models
Es lliuraren dos models de condecoració, que difereixen tant en la placa com en la cinta.

### Primer model
La fabricació de la primera variant va ser encarregada pel president Nur Mohammad Taraki a una empresa de la Unió Soviètica l'any 1979.
Consistia en una placa metàl·lica rectangular d'or que portava l'escut de l'Estat (sobre fons vermell). La part posterior portava dues inscripcions en darí. A la part superior hi havia un anell que la subjectava a una cinta vermella amb tres ratlles grogues estretes al centre.
L'escut consistia en la paraula «خلق» ("jalq"), que tant en darí com en paixtu significa 'poble', envoltada d'una corona d'espigues i a la part superior una estrella i en la inferior una cinta amb les inscripcions "Dǝ S̠aur Enqelāb 1317" ('Revolució d'abril de 1978') i "Dǝ Afġānistān Dimūkratīk Jumhūriyat" ('República Democràtica de l'Afganistan').

### Segon model
A causa dels problemes polítics que derivaren en la intervenció soviètica i la guerra civil, es modificaren els símbols nacionals l'any 1980 i canvià també el disseny de l'orde.
La nova placa consistia en un gran estel de cinc puntes de color vermell fosc amb serrells que sobresurten amb raigs platejats. Dins de l'estrella hi havia un cercle blau que portava el nou escut a la part superior, al centre dues banderes: la del Partit a la dreta i la de l'Estat a l'esquerra (desplegades en forma de «V»), i sota la inscripció daurada, en persa, «Revolució d'abril». A la part superior de l'estrella hi havia un anell que enganxava amb la cinta vermella amb set franges estretes de color verd.

## Condecorats
Entre els condecorats amb l'Orde de la Revolució de Saur estan els afganesos Babrak Karmal, Said Mohammad Gulabzoi i Abdul Rashid Dostum, així com els soviètics Serguei Akhroméiev, Serguei Sokolov i Valentín Varénnikov.